# Телефонный распределительный провод
Телефонный распределительный провод (ТРП) — двух- или четырёхжильный провод с однопроволочными жилами, предназначенный для стационарной скрытой и открытой абонентской проводки телефонной или трансляционной распределительной сети внутри помещений. 
Считается морально устаревшим ввиду ненадёжности, низкой помехозащищённости, невозможности высокоскоростной передачи данных, неудобств при разделке и оконечивании. Однако ввиду своей низкой стоимости находит применение в телефонной разводке внутри помещений, так как является самым дешёвым решением (благодаря своей примитивной конструкции) во многих ситуациях. В отличие от более продвинутых аналогов витой пары 1 и 2 категорий, токопроводящие жилы ТРП не скручиваются (провод плоский, жилы располагаются параллельно), благодаря чему он получил жаргонное название лапша по схожести внешнего вида с макаронными изделиями.
Провод ТРП крепится к поверхности путём прибивания мелкими гвоздями между жилами. Может прокладываться в кабель-каналах. Оконечивается классическим способом под винты, с одной (линейной, станционной) стороны — на винтовые клеммы телефонной коробки типа КРТ-10, с другой — под винты в телефонной розетке. Не рекомендуется врезание ТРП во врезной плинт кросса или врезные контакты телефонной или компьютерной розетки, так как полиэтиленовая изоляция при врезании перерезается и провод держится только на медной проволоке. Для скрытой прокладки сетей проводного вещания применяется провод со стальными жилами.